# Ida (группа)
Ida — американская слоукор-группа из Нью-Йорка. Они известны своими трехчастными гармониями; редкими, минималистскими, часто тихими аранжировками; и тремя авторами-исполнителями. В их музыке присутствуют сильные влияния фолка, поп-музыки, панка, этнической музыки, R&B и американской фолк-музыки, но присутствуют также авангардные и экспериментальные аспекты.
Группа Ida была основана в 1992 году дуэтом певцов и гитаристов Дэниелом Литтлтоном и Элизабет Митчелл. Литтлтон появился в 1985 году как участник панк-группы The Hated из Аннаполиса, после их распада в 1989 году он продолжил играть в ряде групп, включая Three Shades of Dirty, Choke и Slack, в которых также играла будущая фронтвумен Tsunami Дженни Туми. Тем временем Митчелл начала выступать в составе акустического дуэта с певицей и автором песен (и выпускницей Университета Брауна) Лизой Лоб. Позже и Митчелл, и Литтлтон сыграли в прорывном хите Лизы Лоб «Stay (I Missed You)», который стал хитом в том же году, что и дебют Ida.

## Дискография
Альбомы
- Tales of Brave Ida (1994)
- I Know About You (1996)
- Ten Small Paces (1997)
- Will You Find Me (2000)
- The Braille Night (2001)
- Shhh... (2002)
- Heart Like a River (2005)
- Lovers Prayers (2008)

Концертные альбомы
- Insound Tour Support Series Vol. 11 (2000)
- Angel Hall (2003; recorded in 2000)
- The Bottom of the Hill (2-CD set, 2005)

Синглы/EP
- Losing True (1998), EP
- Shhh (2002), Single
- My Fair, My Dark (2008), EP

Сборники
- Who Were You Then (2008)
- Tellings: The Simple Machine Years 1994–1997 (2008)
- Tales of Brave Ida (CD accompanying book, 2008)